# Корбала (Шенкурский район)
Корбала — нежилая деревня в Шенкурском районе Архангельской области. Входит в состав муниципального образования «Шеговарское».

## Этимология
Название Корбала, очевидно чудского происхождения. Формант «ла» в финских языках обозначает принадлежность какой-либо местности отдельному человеку или целому роду, а «корб» в вепсском значит «глухой лес, чаща, тайга».

## География
Деревня расположена в южной части Архангельской области, в таёжной зоне, в пределах северной части Русской равнины, в 32 километрах на север от города Шенкурска, на левом берегу реки Вага. Ближайшие населённые пункты: на юго-западе, на противоположном берегу реки, деревня Сметанино.
Часовой пояс
Корбала, как и вся Архангельская область, находится в часовой зоне МСК (московское время). Смещение применяемого времени относительно UTC составляет +3:00.

## Население
| 2002 | 2010 | 2012 |
| ---- | ---- | ---- |
| 12   | ↘8   | ↘0   |

## История
В 1,5 километрах от деревни  О. В. Овсянниковым в 1977 году был открыт и исследован Корбальский могильник - памятник археологии чуди заволочской XI—XII вв. Здесь же, на берегу реки Ваги, обнаружены следы разрушенного поселения XII—XIII веков площадью около 70 м².
Указана в «Списке населенных мест Архангельской губернии к 1905 году» как деревня Корбала. Насчитывала 33 двора, 113 мужчин и 119 женщин. В административном отношении деревня входила в состав Ямскогорского сельского общества Ямскогорской волости (образовалась 1 января 1889 года путём выделения из Предтеченской волости) Шенкурского уезда Архангельской губернии.
На 1 мая 1922 года в поселении 42 дворов, 84 мужчин и 129 женщины.
В 2004 году деревня вошла в состав Ямскогорского сельского поселения. 2 июля 2012 года деревня Корбала вошла в состав Шеговарского сельского поселения в результате объединения муниципальных образований «Шеговарское» и «Ямскогорское».

## Достопримечательности
Церковь Димитрия Солунского  Объект культурного наследия № 2900001378  — деревянная церковь, построенная в 1904 году взамен находившейся здесь часовни. Представляет собой небольшой одноглавый четверик с притвором, над которым поставлена звонница. Входила в состав Ямскогорского прихода Шенкурского уезда.

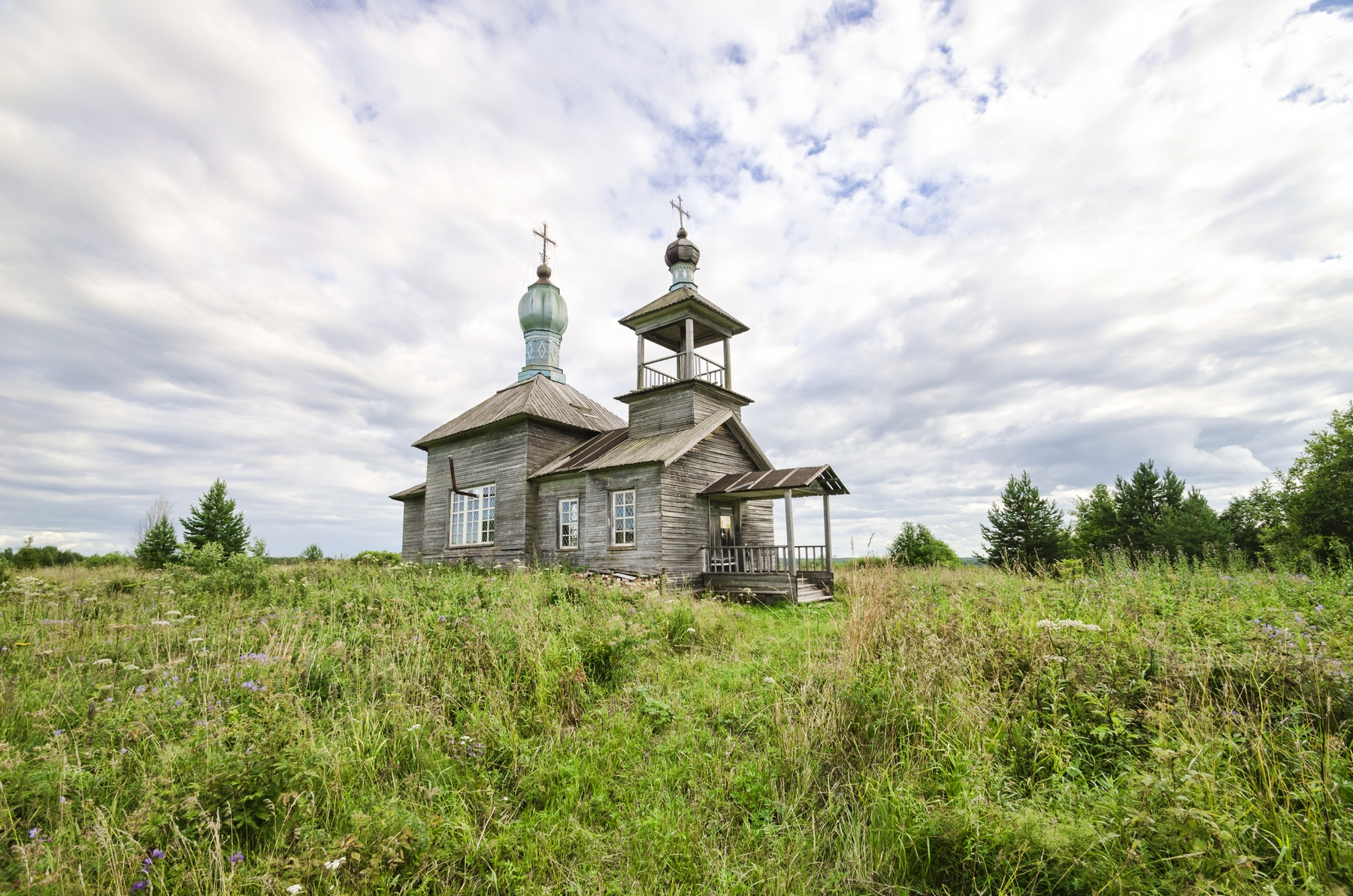
Фотография церкви в 2016 году